# أطياف الأزقة المهجورة (رواية)
سلسلة من الروايات (ثلاثية) للكاتب والمفكر السعودي تركي الحمد، تحتوي هذه الثلاثية على ثلاث روايات مترابطة وهي: العدامة، الشميسي، والكراديب، تحكي الرواية تفاصيل حياة شاب اسمه هشام العابر الذي عاش في الدمام (العدامة) ثم انتقل إلى الرياض (الشميسي) للدراسة هناك لينتهي به المطاف إلى السجن في جدة (الكراديب) بسبب دخوله في تنظيمات سياسية معارضة. وقد قالت صحيفة اليوم نقلا عن تركي الحمد إن هشام العابر يمثل شخصية تركي الحمد، الأمر الذي أنكره تركي في حوار مع قناة العربية. وقد أثارت هذه الثلاثية ضجة إعلامية واجتماعية في السعودية، ومنعت بيعها وتداولها بسبب تجاوزها الخطوط الحمراء سياسيا ودينيا وجنسيا، وصدرت بعض الفتاوى التي تكفر تركي الحمد بسبب هذه الرواية.

## الكراديب
الكراديب (أي: السجون) هي ثالث رواية للكاتب السعودي الدكتور تركي الحمد في سلسلة ثلاثيته الشهيرة أطياف الأزقة المهجورة. تسرد الرواية المأساة النفسية لهشام العابر إلى قمتها في هذا الجزء. ففي جدة، يختلي بنفسه، ويتيح له السجن فرصة للقيام برحلة ذاتية منفردة إلى داخله، بعيدا عن مثاليات الدمام واندفاعات الرياض. إنه وحيد الآن، وفي هذه الوحدة يكتشف ما لم يكن من الممكن اكتشافه عندما كان خاضعا لمثاليات أمه وصرامة التنظيم الحزبي في الدمام، وعندما كان غارقا في حياة الجسد في الرياض. لقد انهارات كل المثاليات، وفقدت كل لذة لذتها، فما الذي بقي؟ الكراديب هي خاتمة الرحلة الذاتية لابن العابر، في مرحلة هي ذاتها ضائعة بين مرحلتين.